# شوآن (دوره)
شوآن (به ژاپنی: 正安 Shōan)؛ نام یک عصر تاریخی ژاپنی بود. این عصر بعد از ای‌این و قبل از کنگن قرار داشت و از آوریل ۱۲۹۹ تا نوامبر ۱۳۰۲ میلادی به طول انجامید. در طی این عصر امپراتور گو-فوشیمی و امپراتور گو-نیجو امپراتوران ژاپن بودند.